# Målselv
Målselv é uma comuna da Noruega, com 3 321 km² de área e 6 739 habitantes (censo de 2004).         